# VKW Limburg
VKW Limburg is een werkgeversorganisatie waar meer dan 2500 eindbeslissers van ruim 1000 bedrijven bij aangesloten zijn, opgericht in 1936.
Een selectief netwerk dat  bedrijven verbindt, belangen verdedigt en ondernemen versterkt.

## Activiteiten
Als netwerkorganisatie organiseert VKW tal van activiteiten en evenementen, al dan niet met gastsprekers waar ervaringsuitwisseling en ideeënuitwisseling centraal staan.  17 werkgroepen, waarin maandelijks ondernemers of bedrijfsleiders samenkomen om in vertrouwen ervaringen te delen en van elkaar en van gastsprekers te leren, staan centraal. 
Als belangenverdediger komt de organisatie op voor de bedrijfsbelangen van haar leden en helpt ze leden bij concrete problemen of dossiers.
De VKW Academy biedt tal van opleidingen aan die professionals helpen groeien. 
Het Expertisecentrum Familiebedrijven ondersteunt familiebedrijven in al hun scharniermomenten en helpt hen verder groeien en professionaliseren. Gaande van generatieopvolging, over governance en raden van advies en bestuur tot diverse leergroepen.
Jong VKW vormt een netwerk van jonge ondernemers en high potentials.
Via de Contactgroep Limburgse Industrieregio's overkoepelt VKW alle Limburgse ondernemersclubs. Van 7 grote ondernemersclubs (Hasselt, Beringen, Houthalen-Helchteren, Lummen-Heusden-Zolder, Lanaken, Bocholt-Peer-Oudsbergen en Genk)  coördineert zij de werking. 
De TOP500, waarin jaarlijks de 500 grootste Limburgse bedrijven qua omzet in worden opgenomen samen met de kerncijfers en sleutelfiguren, vormt de belangrijkste publicatie.

## Leden
De vereniging telt 1000 leden-bedrijven. Ze richt zich tot een doelgroep van eindbeslissers (ondernemers, managers, bestuurders (CXO-level) van bedrijven vanaf minstens 10 medewerkers. 70% van de leden zijn familiebedrijven.

## Samenwerkingsakkoorden
| Provinciaal         | UNIZO-Limburg                         |
| Nationaal           | VBO                                   |
| Grensoverschrijdend | LWV                                   |
| Grensoverschrijdend | Brabants-Zeeuwse Werkgeversvereniging |
| Vlaanderen          | Flanders Investment & Trade           |

## Geschiedenis
Op 4 februari 1936 werd de Limburgse tak van het Algemeen Christelijk Verbond van Werkgevers gesticht, op een bijeenkomst in zaal Concordia in Hasselt. Michel van Slype uit Sint-Truiden werd de eerste voorzitter, met Edward Boes uit Alken als ondervoorzitter.
Vanaf de jaren veertig van de twintigste eeuw werd de vereniging voorgezeten door:
| Periode    | Voorzitter             |
| ---------- | ---------------------- |
| 1946-1962  | Jean Boes              |
| 1962-1971  | Jan Baert              |
| 1971-1982  | André Rijcken          |
| 1982-1988  | Nand Beuls             |
| 1988-1997  | Norbert Van Broekhoven |
| 1997-2002  | Hugo Leroi             |
| 2002       | Didier Goesaert        |
| 2002-2009  | Lode Essers            |
| 2009-2014  | Luc Cardinaels         |
| 2014-2017  | Bas van de Kreeke      |
| 2017-2023  | Marc Meylaers          |
| 2023 - ... | Marc Warson            |

### De eerste werkgroepen
Na een onderbreking van de werking door de oorlog, werd ze hernomen met Jean Boes als voorzitter en Jan Theuwis als directeur.
In 1962 werden studieclubs of werkgroepen gevormd. In 1977 verhuisde de vereniging van het Leopoldplein naar de Kunstlaan 16 in Hasselt. De aan de bedrijven verleende diensten groeiden uit, met een sociaal secretariaat, een kinderbijslagfonds en een kas voor zelfstandigen (later door fusie ondergebracht bij Acerta), een interbedrijfsgeneeskundige dienst Idewe en een controledienst op arbeidsverzuim Medilim.

### Een nieuwe impuls
In 1982 besloot de vereniging zich te richten op uitsluitend lidmaatschappen van bedrijven en op een specifieke niche doelgroep van eindbeslissers van middelgrote en grote Limburgse ondernemingen. Daarnaast werd een jongerenafdeling opgericht. In 1984 publiceerde VKW Limburg voor de eerste maal de TOP 500, opgave van de belangrijkste bedrijven in de provincie. In 1986 werd de Ambiorixprijs in het leven geroepen, werd het Strategisch Plan Limburg opgericht en werd de traditie van de jaarlijkse Limburg Happening ingezet.

### Limburgse reconversie
De tweede helft van de jaren 1980 werd in Limburg vooral gekenmerkt door de mijnsluitingen. VKW Limburg was deelgenoot aan contacten met de regering, die leidden tot de reconversie, met als gevolg de creatie van 37.000 arbeidsplaatsen en de oprichting van nieuwe Limburgse bedrijven.

### Samenwerking
In 1991 werd directeur Jan Theuwis opgevolgd door Jos Stalmans. De organisatie telde toen 700 leden-bedrijven. Er kwamen nieuwe werkgroepen bij en het contact met de lokale ondernemers werd aangehaald.
Vanaf 1992 kwam internationale samenwerking tot stand, door akkoorden met de Limburgse Werkgevers Vereniging in Nederland en de Stichting Werkgevers Euregio.

### Modernisering
In 1997 leidde een ledenbevraging tot nieuwe initiatieven. VKW Limburg versterkte zijn activiteit als belangenverdediger en besteedde meer aandacht aan jongeren en vrouwelijke ondernemers, alsook aan communicatie en informatica,  Het aantal werkgroepen en ondernemersclubs bleef stijgen. De nauwe samenwerking met de Vlerick Leuven Gent Management School resulteerde in het organiseren van een opleiding Advanced Management Programma, gericht op Limburg.

### Aandacht voor het familiebedrijf
In 2002 verbrak VKW Limburg de laatste banden die ze nog onderhield met VKW, het Ondernemersplatform, om als volledig onafhankelijke organisatie verder te werken. Hiermee werd een feitelijke toestand die een aantal jaren voordien was tot stand gekomen, bezegeld. Alleen de verleende 'diensten' werden, binnen de organisatie Acerta, of andere, verder gemeenschappelijk voortgezet.
Vanaf 2002 sloot VKW verschillende samenwerkingsakkoorden: op provinciaal vlak met Unizo-Limburg, op Vlaams vlak met Industrie Vlaanderen, op federaal vlak met het VBO en grensoverschrijdend met het LWV uit Roermond.
De blijvende aandacht voor het familiebedrijf leidde tot de oprichting van het Limburgs Platform Familiebedrijven (LPF).

### Economisch woelige tijden
Vanaf 2009 introduceerde VKW Limburg een nieuwe huisstijl met een nieuw logo en met als baseline versterkt ondernemen. Het ledenaantal was ondertussen gestegen tot 940 leden-bedrijven.
In 2016 werd Jos Stalmans opgevolgd door Ruben Lemmens als gedelegeerd bestuurder. Onder zijn leiding, samen met het 20-koppig team, groeit de vereniging verder tot inmiddels meer dan 1000 leden-bedrijven. 